# 波うららかに、めおと日和
『波うららかに、めおと日和 』（なみうららかに、めおとびより）は、西香はちによる日本の漫画。講談社の『コミックDAYS』にて、2022年10月から連載中。昭和初期を舞台に、帝国海軍中尉の瀧昌となつ美の新婚夫婦を描いたラブコメディ。
2025年4月から6月まで、フジテレビ系にてテレビドラマが放送された。

## あらすじ
時は昭和11年、関谷なつ美に父が見つけてきた結婚相手は帝国海軍中尉の江端瀧昌だった。訓練が入り、結婚式は瀧昌不在、なつ美はピュアで「初夜」が分からない、瀧昌は口下手すぎる…など様々困難はあるけれども、二人は少しずつ距離を縮めていく。初々しくじれったい新婚ラブコメディ。

## 登場人物
江端 なつ美（えばた なつみ）
本作の主人公。旧姓、関谷。急に決まった縁談に驚くも、ゆっくりと瀧昌との距離を縮めている。男性免疫が無く、ピュア。
江端 瀧昌（えばた たきまさ）
本作の主人公。友人談では「不愛想で無口で無表情」な人物だが、なつ美想いの優しい性格。帝国海軍の中尉。両親を亡くしている。
柴原 郁子（しばはら いくこ）
なつ美と瀧昌の婚姻の仲人をした。自宅の蔵をつぶして改築し、瀧昌などの若夫婦を住まわせている。二人の面倒も色々と見てくれる。
柴原 邦光（しばはら くにみつ）
郁子の旦那で、瀧昌の上司。帝国海軍の中佐。瀧昌の父と同じ艦に乗っていたことがあり仲が良く、両親を亡くした瀧昌を幼い時から気にかけていた。
深見 龍之介（ふかみ りゅうのすけ）
瀧昌の同期で同僚。瀧昌をからかうのが趣味。モテる。
瀬田 準太郎（せた じゅんたろう）
なつ美の尋常小学校時代の幼馴染。現在はなつ美の父の下で働いている。なつ美に恋心を持っている。
芳森 芙美子（よしもり ふみこ）
花筏の会（海軍士官の奥様の会）の会長の姪で、手伝いにきていたことでなつ美と知り合う。24歳、未婚でタイピストをしており仕事に矜持を持っている女性。なつ美のことを気にかける。

## 書誌情報
- 西香はち『波うららかに、めおと日和』講談社〈モーニングKC〉、既刊8巻（2025年5月14日現在）
  1. 2023年3月8日発売[3][講 1]、ISBN 978-4-06-531122-6
  2. 2023年6月14日発売[講 2]、ISBN 978-4-06-532014-3
  3. 2023年9月13日発売[講 3]、ISBN 978-4-06-533059-3
  4. 2024年1月10日発売[講 4]、ISBN 978-4-06-534350-0
  5. 2024年5月8日発売[講 5]、ISBN 978-4-06-535378-3
  6. 2024年9月11日発売[講 6]、ISBN 978-4-06-536701-8
  7. 2025年1月8日発売[講 7]、ISBN 978-4-06-537959-2
  8. 2025年5月14日発売[講 8]、ISBN 978-4-06-539304-8

## テレビドラマ
2025年4月24日から6月26日までフジテレビ系「木曜劇場」枠にて放送された。主演は芳根京子。2025年6月26日には、FODで特別編『波うららかに、めおと日和～瀧昌の問題ありません!?編～』が独占配信された。
初回放送日から5月21日までの期間で第1話の見逃し配信の再生は累計390万回を突破し、各話1週間の見逃し配信では、第2話が約225万回、第3話は約227万回、第4話は約259万回と3週連続で225万回以上を記録している。5話放送前時点で第1話～第4話までの見逃し配信数は累計1300万を突破した。
また、5月15日に行われたキャスト陣によるトークイベントでは、瀧昌の口癖「問題ありません」が流行語大賞になるくらい、流行ったらいいなと語られており、5月30日に発表された「モデルプレス流行語大賞2025上半期」では、「問題ありません」が全20語のうちのひとつにノミネートされた。
6月5日には、モデルプレスが行った“25年春ドラマ版・胸キュン男子”トップ10にて、本田響矢演じる江端瀧昌が、2位以下に倍以上の票差をつけて見事1位に輝いた。
第7話に登場した指輪「ギメルリング」に注文が殺到し、提供・販売元であるジュエリーショップ「Somm Jewelry」が「ただいま上限に達した為一時的にご注文を停止している状況でございます」とXを通じて呼びかける事態が発生した。

### キャスト

#### 主要人物
江端なつ美
演 - 芳根京子（9歳時：寺田藍月）
本作の主人公。関谷家の四姉妹の三女。
江端瀧昌
演 - 本田響矢
本作のもう一人の主人公。帝国海軍 中尉。両親を早くに亡くし、柴原家に預かってもらっていた。

#### 周辺人物
芳森芙美子
演 - 山本舞香
タイピスト。海軍士官の奥様会「花筏の会」会長・橋本光子の姪で、未婚だがいつも会の手伝いをさせられている。会でなつ美と知り合い友人になる。
深見龍之介
演 - 小関裕太
瀧昌の同僚。
瀬田準太郎
演 - 小宮璃央（幼少期：福島永大）
なつ美の幼なじみ。篤三の秘書見習い。実は幼い頃からなつ美に想いを寄せている。
坂井嘉治
演 - 戸塚純貴
瀧昌の幼少期からの友人で甘味処を営んでいる。
柴原邦光
演 - 小木茂光
瀧昌の上官。郁子の夫。離れに瀧昌を住まわせている。
活動弁士
演 - 生瀬勝久
ドラマオリジナルの語り部キャラクター。当時の文化を説明したり、視聴者目線で登場人物にツッコミを入れる。
柴原郁子
演 - 和久井映見
瀧昌が世話になっている上官・邦光の妻。

#### 関谷家
関谷はる江
演 - 森カンナ
なつ美の姉で関谷家の長女。父の会社を手伝い、事務や経理全般を任せられていた。双子の娘を育てる2児の母。
関谷さつき
演 - 紺野まひる
なつ美の母。優しくておっとりとした性格の持ち主。なつ美以上の天然。
関谷篤三
演 - 高橋努
なつ美の父。物流系の会社の社長。表にはなかなか見せないが、とても家族思い。
関谷あき奈
演 - 咲妃みゆ
なつ美の姉で関谷家の次女。結婚するまでは百貨店に勤めており、オシャレが大好き。
関谷ふゆ子
演 - 小川彩（乃木坂46）
なつ美の妹で関谷家の末っ子。女学校に通う学生。性格は天真らんまん。

#### ゲスト

##### 第1話
悦子
演 - 田村響華
海軍に面会に来る女性。

関谷いち子、関谷りん子
演 - 成田乃愛（第2話・第5話・第6話・第8話・最終話）、成田梨愛（第2話・第5話・第6話・第8話・最終話）
はる江の双子の娘。
江端瀧昌の父
演 - 前川泰之（第3話）

江端瀧昌の母
演 - 中島亜梨沙（第3話・第4話）

##### 第2話
女将
演 - 田中沙百合
なつ美と瀧昌が新婚旅行で泊まる旅館の女将。
花屋
演 - 八重澤ひとみ
瀧昌が立ち寄る花屋の店員。
士官
演 - 月野孝介
上陸したら馴染みの料亭に連れて行ってあげる、と深見に言われ喜ぶ海軍士官。
小菊、久桃
演 - 坂口千晴、宮下咲
深見の馴染みの半玉。
子ども
演 - 浅沼成
風車を持って走る子ども。

##### 第3話
橋本光子
演 - 筒井真理子（第4話・第8話）
海軍士官の奥様会「花筏の会」会長。芳森芙美子の伯母。
店主
演 - 前原滉
「テーラークサカベ」店主。
昭平
演 - 湯本晴
「テーラークサカベ」店主の息子。
秋山潤子
演 - 小島藤子（第4話・第5話）
「花筏の会」メンバー。
カメラマン
演 - 廻飛呂男
写真館 カメラマン。

矢島紀子
演 - 正木佐和（第4話）
「花筏の会」副会長。
会員
演 - 市原茉莉（第4話）、奥田由香（第4話）、前野恵（第4話）、中川わさ美（第4話）、有川加南子（第4話）、青木志穏（第4話）
「花筏の会」メンバー。
子ども
演 - 池田旭陽
なつ美が想像する自分と瀧昌の子ども。

##### 第4話
親戚
演 - 皆川玲子
瀧昌の両親が亡くなった後、彼を引き取った父方の親戚。箱根で温泉旅館を営んでいる。瀧昌を虐待し、瀧昌の父の恩給をネコババしていた。

##### 第6話
冴島久
演 - 菅野莉央
なつ美の旧友。
店員
演 - 蓼沼優衣
芳森芙美子と深見龍之介が二人で会うカフェの店員。

##### 第7話
山崎
演 - 竹財輝之助（最終話）
郁子がよく利用している「松風百貨店」の御用聞き。なつ美が妹のふゆ子へ贈り物を買おうと思っていると相談し、郁子に紹介される。そして、瀧昌が結婚指輪を彼から購入する。
勇
演 - 今泉雄土哉
「若葉青物商店」で野菜を盗む少年。実は父が病気で母は失踪しており、幼い弟妹がいる。
店主
演 - 相川裕滋
青果店「若葉青物商店」店主。

##### 第8話
深見龍之介の母
演 - 宮田早苗
龍之介と虎次の母。
市原
演 - 岩男海史
瀧昌の従兵の二等水兵。なつ美からの手紙に描かれた絵が何の絵なのか、瀧昌に聞かれて返答に困る。
深見虎次
演 - 福崎那由他
龍之介の弟。
芳森芙美子の母
演 - 一双麻希
芙美子が幼い頃、家を出て行った母。
上官
演 - 大内厚雄
瀧昌の上官。

女性
演 - 徳山遙
なつ美が妄想する瀧昌と親しげに話す女性。

##### 第9話
芳森蓉子
演 - 白山乃愛
芙美子の妹。「聖アリア女学校」2年生。深見龍之介が姉の結婚相手にふさわしいか、弟・柊一と共に品定めにやってくる。
芳森柊一
演 - 石塚陸翔
芙美子の弟。尋常小学校 4年生。

宇喜多
演 - 堀丞
瀧昌と龍之介の同期。龍之介の婚約を聞きつけて話しかける。

アナウンサー
声 - 森昭一郎（フジテレビアナウンサー、第2話・最終話）
ラジオで海軍の船が嵐に遭ったニュースを報じるアナウンサー。

##### 最終話
寿司屋
演 - 野間口徹
関谷家が贔屓にしている寿司屋の大将。

### スタッフ
- 原作 - 西香はち『波うららかに、めおと日和』（講談社『コミックDAYS』連載）[2]
- 脚本 - 泉澤陽子[2]
- 音楽 - 植田能平
- 主題歌 - BE:FIRST「夢中」（B-ME）[44]
- 海軍監修 - 土肥修、越康泰
- 活動弁士監修 -  麻生子八咫
- 時代考証 - 大石学
- プロデュース - 宋ハナ[2]
- 協力プロデュース - 三竿玲子
- 制作プロデュース - 古郡真也
- 演出 - 平野眞[2]、森脇智延[12]、國武俊文（FILM）
- 制作協力 - FILM[2]
- 制作著作 - フジテレビ[2]

### 放送日程
| 各話                                                         | 放送日  | サブタイトル                               | 演出     | 視聴率 |
| ------------------------------------------------------------ | ------- | ------------------------------------------ | -------- | ------ |
| 第1話                                                        | 4月24日 | 昭和11年を舞台にピュアな二人の新婚ラブコメ | 平野眞   | 5.9%   |
| 第2話                                                        | 5月01日 | ドキドキの新婚旅行!そして初めての接吻?!    | 平野眞   | 5.8%   |
| 第3話                                                        | 5月08日 | あなたとの日常が続きますように             | 森脇智延 | 4.9%   |
| 第4話                                                        | 5月15日 | 二人に訪れた初めての嫉妬!?抑えきれない想い | 森脇智延 | 6.0%   |
| 第5話                                                        | 5月22日 | 初めての喧嘩は思わぬ展開に!                | 國武俊文 | 5.5%   |
| 第6話                                                        | 5月29日 | 運命の人と過ごす初めての夜                 | 平野眞   | 5.9%   |
| 第7話                                                        | 6月05日 | 二人で迎える初めての年末年始!              | 森脇智延 | 5.7%   |
| 第8話                                                        | 6月12日 | 一番近くであなたを見ていたい               | 平野眞   | 5.8%   |
| 第9話                                                        | 6月19日 | 忘れることのない鮮やかな日々               | 森脇智延 | 6.4%   |
| 最終話                                                       | 6月26日 | ただ、あなたの隣に                         | 平野眞   | 6.1%   |
| （視聴率はビデオリサーチ調べ、関東地区・世帯・リアルタイム） |         |                                            |          |        |

- 初回は22時 - 23時9分の15分拡大放送。

### FOD特別編ドラマ
『波うららかに、めおと日和～瀧昌の問題ありません!?編～』（なみうららかに、めおとびより〜たきまさのもんだいありません!?へん〜）が動画配信サービス「FOD」で独占配信されている。主演は本田響矢。

#### キャスト（FOD特別編ドラマ）
- 江端瀧昌 - 本田響矢
- 深見龍之介 - 小関裕太
- 関谷はる江 - 森カンナ
- 関谷あき奈 - 咲妃みゆ
- 関谷ふゆ子 - 小川彩（乃木坂46）

#### 放送日程（FOD特別編ドラマ）
- 2025年6月26日[4]

| フジテレビ系列 木曜劇場                                             | フジテレビ系列 木曜劇場                              | フジテレビ系列 木曜劇場               |
| 前番組                                                              | 番組名                                               | 次番組                                |
| ------------------------------------------------------------------- | ---------------------------------------------------- | ------------------------------------- |
| 日本一の最低男 ※私の家族はニセモノだった （2025年1月9日 - 3月20日） | 波うららかに、めおと日和 （2025年4月24日 - 6月26日） | 愛の、がっこう。 （2025年7月10日 - ） |

### 講談社コミックプラス
以下の出典は講談社コミックプラス（講談社）内のページ。書誌情報の発売日の出典としている。
1. ↑  “波うららかに、めおと日和 (1)”. 講談社コミックプラス.   講談社. 2024年9月11日閲覧。
2. ↑  “波うららかに、めおと日和 (2)”. 講談社コミックプラス.   講談社. 2024年9月11日閲覧。
3. ↑  “波うららかに、めおと日和 (3)”. 講談社コミックプラス.   講談社. 2024年9月11日閲覧。
4. ↑  “波うららかに、めおと日和 (4)”. 講談社コミックプラス.   講談社. 2024年9月11日閲覧。
5. ↑  “波うららかに、めおと日和 (5)”. 講談社コミックプラス.   講談社. 2024年9月11日閲覧。
6. ↑  “波うららかに、めおと日和 (6)”. 講談社コミックプラス.   講談社. 2024年9月11日閲覧。
7. ↑  “波うららかに、めおと日和 (7)”. 講談社コミックプラス.   講談社. 2025年1月9日閲覧。
8. ↑  “波うららかに、めおと日和 (8)”. 講談社コミックプラス.   講談社. 2025年5月14日閲覧。